# Фредерік Артур Стенлі
Сер  Фре́дерік А́ртур Сте́нлі  (англ. Frederick Arthur Stanley, 16th Earl of Derby; 15 січня 1841, Лондон, Англія — 14 червня 1908, Кент), 1-й барон Стенлі-Престон, 16-й граф Дербі — британський політик, військовий міністр в уряді Дізраелі (1878—1880), міністр колоній Великої Британії в першому уряді Солсбері (1885—1886), шостий генерал-губернатор Канади з 1888 до 1893 і хокейний ентузіаст.

## Вшанування пам'яті
- У 1945 році ім'я лорда Стенлі було включено до списку Залу хокейної слави.
- «Кубок Стенлі» (англ. Stanley Cup) — професійне хокейне змагання, в якому беруть участь чоловічі клубні команди Північної Америки у Національній хокейній лізі.
- «Парк Стенлі» (англ. Stanley Park) — парк у центрі міста Ванкувер, Британська Колумбія.